# L'únic i la seva propietat
L'únic i la seva propietat (en alemany, Der Einzige und sein Eigentum) és un llibre de l'autor alemany Max Stirner (Johann Caspar Schmidt).
És una crítica radical de la societat prussiana de la seva època, feta d'un punt de vista antiautoritari i individualista. Segons el llibre, totes les religions, ideologies i institucions que pretenen tenir autoritat sobre els individus estan basades en conceptes buits.

## Anàlisi
En L'únic i la seva propietat, Stirner fa una crítica radicalment antiautoritària i individualista de la societat prussiana que li era contemporània. Ofereix una perspectiva de l'existència humana que descriu l'ego com una entitat particular i creativa més enllà del llenguatge i de l'objectivitat, com una realitat subjectiva fonamentada en si mateixa davant la qual l'ego està sol, al contrari del que predicava una bona part de la tradició filosòfica occidental. Per Stirner l'individu ha de ser abans ell mateix l'únic ésser suprem, alliberat del jou de Déu i de les "il·lusions" de l'humanisme. Aquest individu és l'egoista, l'únic (einzige) i tan sols assumint sense hipocresies aquest egoisme essencial, l'home pot arribar a la plenitud de la seva expressió.
En suma, el llibre proclama que totes les religions i ideologies es fonamenten en conceptes buits, que superposats als interessos personals (egoistes) dels individus, revelen llur invaliditat. La mateix cosa és vàlida per a les institucions socials que sustenten aquests conceptes i que reclamin autoritat sobre l'individu, pretenent fer de l'individu un esclau, servir-se d'aquest per la seva causa egoista. També això val per al "Déu" dels cristians com la "Humanitat" o la "Llibertat" dels ideòlegs moderns, sempre es tracta d'un ideal. No són més que creences, fantasmes, pensaments abstractes destinats a perpetuar l'estat de servitud i a estar per damunt de l'individu.
Stirner distingeix marcadament el concepte de "societat", associació forçosa i repressiva d'éssers alienats controlada per l'Estat, la legislació, l'església, el sistema educatiu, o qualsevol altra institució, i el de "lliure associació" d'individus sobirans amb fins mútuament egoistes (l'associació d'egoistes).